# Fort Charles
Fort Charles war eine Festung auf der Binneninsel Dog Island im Gambia-Fluss auf dem Gebiet des heutigen westafrikanischen Staates Gambia.
Sir Robert Holmes, der die Handelsaktivitäten der Company of Royal Adventurers Trading schützen wollte, errichtete Anfang der 1660er Jahre auf Dog Island ein kleines Fort und nannte dieses zu Ehren König Charles II. „Fort Charles“, sowie die Insel von nun an Charles Island. Das Fort wurde jedoch 1666 wieder aufgegeben.
Als Kapitän Alexander Grant 1816 die Insel St. Mary’s Island pachtete und dort einen Militärstützpunkt errichten ließ, um den die Siedlung Bathurst, die heutige Hauptstadt Banjul, entstand, holten sie Steine als Baumaterial von Dog Island. Es ist nicht bekannt, inwieweit heute noch Reste des Fort erhalten sind.